# Willy Falck Hansen
Willy Falck Hansen (Helsingør, 4 april 1906 - Brașov, 18 maart 1978) was een Deens wielrenner.
Hansen won in 1924 de olympische zilveren medaille op het tandem. In 1927 werd Hansen wereldkampioen op de sprint, in 1928 won Hansen de olympische gouden medaille op de 1km tijdrit en de bronzen medaille op de sprint. In 1931 werd Hansen wereldkampioen op de sprint bij de profs.

## Resultaten
| Jaar | WK                 | Olympische Zomerspelen |
| ---- | ------------------ | ---------------------- |
| 1924 |                    | tandem                 |
| 1927 | sprint             |                        |
| 1928 | sprint             | 1km tijdrit · sprint   |
| 1931 | sprint bij de prof |                        |

1896: Paul Masson ·
1928: Willy Falck Hansen ·
1932: Dunc Gray ·
1936: Arie van Vliet ·
1948: Jacques Dupont ·
1952: Russell Mockridge ·
1956: Leandro Faggin ·
1960: Sante Gaiardoni ·
1964: Patrick Sercu ·
1968: Pierre Trentin ·
1972: Niels Fredborg ·
1976: Klaus-Jürgen Grünke ·
1980: Lothar Thoms ·
1984: Fredy Schmidtke ·
1988: Aleksandr Kiritsjenko ·
1992: José Manuel Moreno Periñan ·
1996: Florian Rousseau ·
2000: Jason Queally ·
2004: Chris Hoy